# Cyclops staphylinus
Cyclops staphylinus – gatunek widłonoga z rodziny Cyclopidae, nazwa naukowa gatunku została po raz pierwszy opublikowana w 1825 roku przez francuskiego zoologa, Anselme Gaëtana Desmaresta.